# 伊塔夸克塞圖巴
23°29′11″S 46°20′55″W / 23.48639°S 46.34861°W
伊塔夸克塞圖巴（葡萄牙語：Itaquaquecetuba）是巴西的城市，位於該國東南部，由聖保羅州負責管轄，始建於1560年，面積81.7平方公里，海拔高度790米，受亞熱帶氣候影響，2007年人口334,914。

## 外部連結

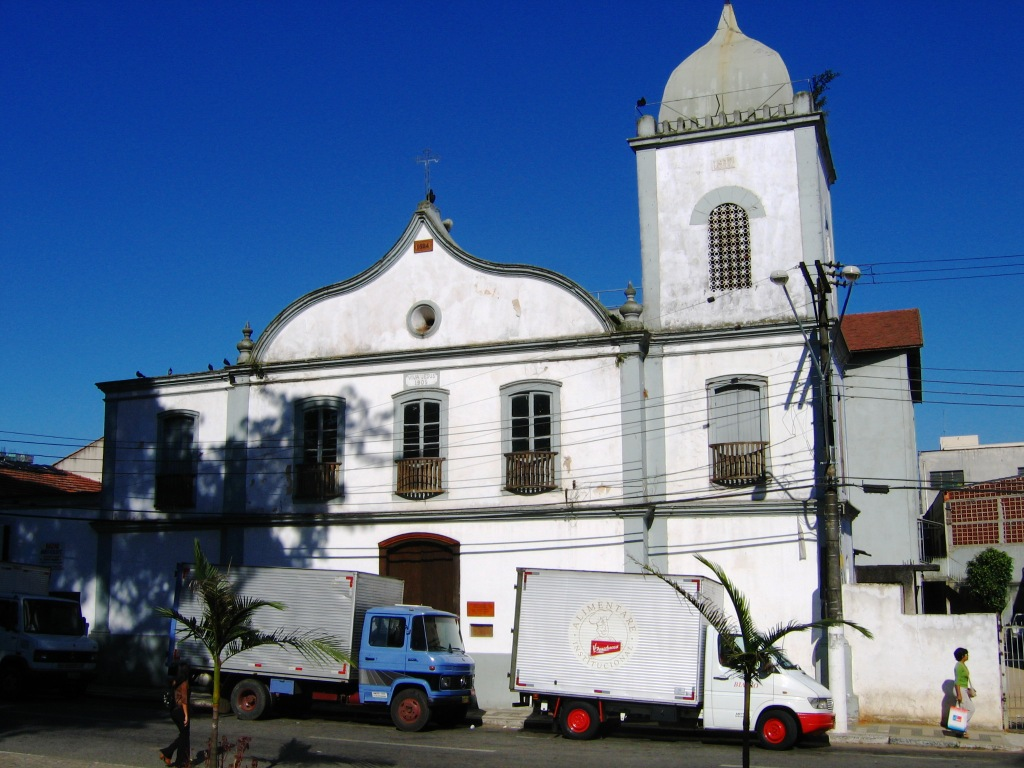

- （葡萄牙文） Itaquaquecetuba City Hall（页面存档备份，存于）